# Furtei
Furtei (Futei o Futtèi in sardo) è un comune italiano di 1 476 abitanti della provincia del Medio Campidano, nella sub-regione storica della Marmilla.

## Storia
Area abitata già in epoca nuragica e romana, nel medioevo appartenne al Giudicato di Cagliari, e fece parte della curatoria di Nuraminis. Alla caduta del giudicato (1258) passò per circa un quarantennio sotto il dominio del Giudicato di Arborea, ma alla fine del XIII secolo viene ceduto da Mariano II de Bas Serra a Pisa, insieme ad altri territori. Intorno al 1324-28 passa sotto il dominio aragonese. Il paese godeva allora di alcuni privilegi e di franchigie, perciò quando gli aragonesi convocarono a Cagliari il primo parlamento sardo, Furtei inviò i suoi rappresentanti.
Nel 1358 fu dato in feudo a G. Bertrando de Torrente. Nel 1414 venne formata la Baronia di Furtei, che venne concessa a Michele Sanjust. Il paese rimase ai Sanjust sino al 1839, anno in cui venne riscattato con la soppressione del sistema feudale.

### Simboli
Lo stemma e il gonfalone di Furtei sono stati concessi con Decreto presidenziale del 22 giugno 2005.
(D.P.R. 22.06.2005)
Il gonfalone è un drappo di bianco.

## Società

### Evoluzione demografica
Abitanti censiti

### Lingue e dialetti
La variante del sardo parlata a Furtei è il campidanese occidentale.

### Tradizione e folclore

#### Eventi
- gennaio
  - giorno 19 - San Sebastiano. Nei rioni del paese si accendono i falò (Is fogadonis) e si chiede a San Sebastiano un buon raccolto
- febbraio
  - giorno 2 - La Candelora (Santa Maria Candebas). La Candelora, la presentazione di Gesù bambino al tempio. La Prioressa del Popolo offre al Parroco ed alla Confraternita del Rosario due tipici gattou artisticamente lavorati.
  - giorno 3 - San Biagio (Sant' Obraixeddu). Festa liturgica in onore di San Biagio, con l'imposizione delle candele contro il mal di gola e ogni altro male.
- marzo - aprile
  - Venerdì antecedente la Domenica delle Palme: Sa pintadura de sa prama. La decorazione delle palme che per tradizione il Comune offre alla popolazione.
  - La Domenica delle Palme:  è tradizione che il primo cittadino consegni Sa Prama De Su Passiu (la Palma della Passione), alta circa 130 cm. e finemente intrecciata, al Parroco, che la porterà in processione, ben in vista, in segno di comando e di benedizione. In questo modo gli abitanti di Furtei vogliono ricordare il momento della firma della pace tra gli antichi borghi di Furtei e di Nuraxi, avvenuta nel 1605, per intercessione del Barone F. Santjust, che consegnò, simbolicamente, a tutte le famiglie dei due piccoli borghi, un ramoscello di palma fatta tagliare nel suo giardino.
  - Venerdì Santo: Su scravamentu. Schiodamento e deposizione del Cristo dalla Croce. Sacra rappresentazione in parrocchia e nelle piazze del paese.
  - domenica di Pasqua: Pasca Manna. S' incontru. L'incontro. I simulacri di Cristo risorto e della Madonna s'incontrano ad anni alterni per benedire la campagna coltivata a grano, o nella parte alta del paese, o in quella bassa.
- maggio
  - giorno 15 - Sant'Isidoro. Festeggiato dagli agricoltori. I bambini portavano in processione piccoli covoni di spighe decorati.
  - giorno 19 - San Daniele. Festa dei pastori e degli allevatori.
  - giorno 20 - San Bernardino. La statua del santo è stata offerta agli inizi del '900 dalla famiglia Corda Peppino, per grazia ricevuta. Tutt'oggi la festa religiosa è organizzata dalla figlia Evelina.
  - giorno 22 - Santa Rita. È festeggiata da tutte le donne che ne portano il nome, con la caratteristica offerta delle rose.

- giugno

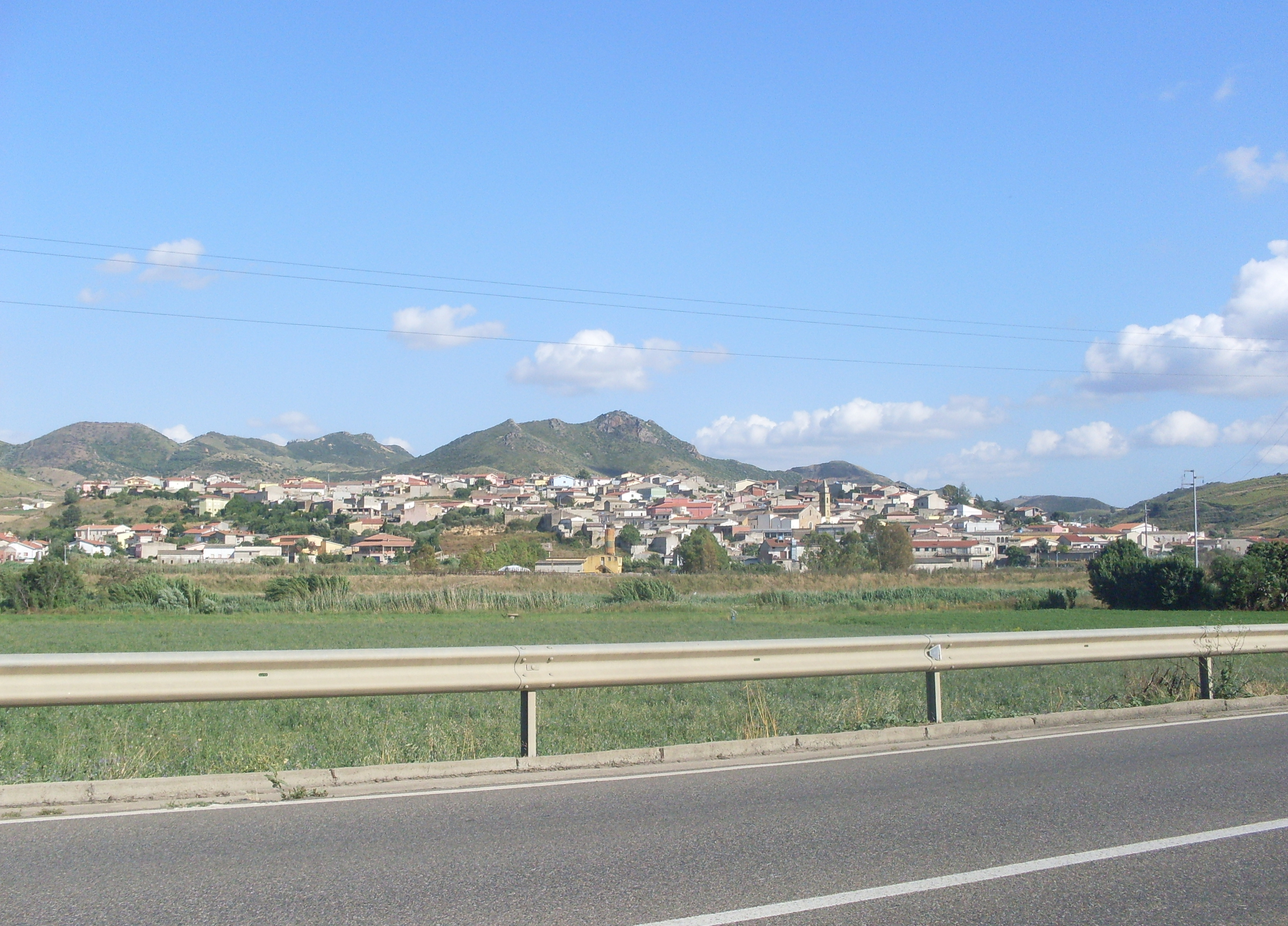
Veduta dalla statale 197

  - giorno 13 - Sant'Antonio. La festa, in onore del santo più amato in Italia, è organizzata dalle persone del paese che portano il nome Antonio.
- luglio
  - Estate Furterese. Numerose e varie manifestazioni organizzate dal Comune.
- agosto
  - Penultima domenica - San Biagio (Sant'Obrai). San Biagio, protettore contro i mali della gola, si festeggia nella chiesetta del XIII secolo, che era la parrocchiale del distrutto paese di Nuraxi. Suggestivo è il rientro del Santo in parrocchia: sa torrada de su Santu.
- settembre
  - dal giorno 8 al giorno 15 - Santa Maria. È la festa principale. Tradizionalmente organizzata da is bagadius, i giovani non sposati, e prevede una settimana di festeggiamenti. Caratteristici su ballu de meigamma e su ballu de s'arregodu in sa lolla della chiesetta, e is processionis me in bixinaus de sa idda, le processioni nei rioni del paese.
- ottobre
  - ultima domenica - San Narciso (Santu Nazzisu). La celebrazione religiosa di San Narciso, invocato contro l'infestazione delle cavallette, si festeggia nella chiesetta del XIII secolo e si caratterizza per la particolarità dei riti religiosi: l'intonazione del Santo Rosario in lingua sarda campidanese (s'arrosarieddu cantau) a cori alterni, dagli uomini nella navata laterale e dalle donne in quella centrale. Al termine del rosario, i fedeli invocano San Narciso con Is Coggius, anch'essi in sardo campidanese. La festa prevede anche per la degustazione delle caldarroste e del vino novello.
- novembre
  - giorno 4 - Anniversario della Vittoria. Funzioni civili e religiose in onore dei furteresi caduti in guerra.
- dicembre
  - giorno 4 - Santa Barbara. Patrona di Furtei. Invocata contro i tuoni e i fulmini. A lei è stato dedicato il portale centrale in bronzo della parrocchiale, realizzato per iniziativa di Don Luigi Melis, dall'artista Gianni Argiolas, con offerte della popolazione.
  - giorno 13 - Santa Lucia. Protettrice contro i mali della vista.

## Cultura

### Istruzione

#### Biblioteche
L'unica biblioteca di Furtei è sita in via Madre Teresa di Calcutta al civico 1, e conta circa 3.500 volumi catalogati.

## Economia
L'economia del paese si basa tradizionalmente sulle attività agricole.
La società Sardinia Gold Mining S.p.a., controllata della multinazionale canadese Buffalo Gold ltd, è stata concessionaria di un'attività mineraria legata all'estrazione aurifera dal 1997 al dicembre 2008, anno in cui dichiara il fallimento societario e la chiusura della miniera. Lascia la zona in pericolose condizioni ambientali a causa del grave inquinamento da sostanze come cianuro, mercurio e altri metalli pesanti.

## Amministrazione
| Periodo        | Periodo        | Primo cittadino | Partito                         | Carica  | Note   |
| -------------- | -------------- | --------------- | ------------------------------- | ------- | ------ |
| 23 aprile 1995 | 16 aprile 2000 | Ignazio Congiu  | lista civica di centro-sinistra | Sindaco | [ 7 ]  |
| 16 aprile 2000 | 25 maggio 2003 | Ignazio Congiu  | lista civica di centro-sinistra | Sindaco | [ 8 ]  |
| 25 maggio 2003 | 15 giugno 2008 | Luciano Cau     | lista civica                    | Sindaco | [ 9 ]  |
| 15 giugno 2008 | 26 maggio 2013 | Luciano Cau     | lista civica "Per Furtei"       | Sindaco | [ 10 ] |
| 26 maggio 2013 | 10 giugno 2018 | Nicola Cau      | lista civica "Verso il Futuro"  | Sindaco | [ 11 ] |
| 10 giugno 2018 | 29 maggio 2023 | Nicola Cau      | lista civica "Verso il Futuro"  | Sindaco | [ 12 ] |
| 29 maggio 2023 | in carica      | Nicola Cau      | lista civica "Verso il Futuro"  | Sindaco | [ 13 ] |